# Podobnostní číslo
Podobnostní číslo je bezrozměrné číslo, jehož existence vyplývá z první věty teorie podobnosti. Z druhé a třetí věty teorie podobnosti vyplývá, že podobné jevy mají podobné okrajové podmínky a podobnostní čísla z nich určená jsou číselně stejně velká, a že podobnostní čísla je možné rozdělit na určující (lze je vypočíst z okrajových podmínek) a určovaná (lze je vypočíst pomocí jiných podobnostních čísel). Vztah pro výpočet podobnostních čísel se nazývá kriteriální rovnice a je možné ji stanovit buď odvozením z diferenciálních rovnic příslušných jevů, pomocí rozměrové analýzy nebo jako konstantu poměru výsledků dvou různých modelů.
Existuje několik podobnostních čísel. Zde je uvedený výčet základních podobnostních čísel používaných v mechanice tekutin:
- Froudeho číslo – používá se při zkoumání pohybu v prostředí s vyšší hustotou
- Grashofovo číslo – udává poměr vztlakové a viskózní síly působící na kapalinu
- Machovo číslo – udává poměr rychlosti pohybu tělesa ku rychlosti šíření zvuku v daném prostředí
- Prandtlovo číslo – určuje podobnost mezi rychlostním a teplotním polem
- Reynoldsovo číslo – určuje poměr vazkých a třecích sil
- Rayleighovo číslo – určuje poměr sdílení tepla mezi konvekcí a kondukcí

Mezi další podobnostní čísla patří Eckertovo, Richardsonovo, Rossbyho, Schmidtovo, Pecletovo nebo Strouhalovo podobnostní číslo.

## Využití
Podobnost čísla slouží například v letectví pro porovnání proudění kolem reálného letadla a jeho modelu, nebo při návrhu tzv. wild water channel. Obecně není možné dosáhnout shody všech podobnostních čísel při modelování nějakého reálného jevu. Proto se podmínky modelování nastaví tak, aby bylo dosaženo shody podobnostního čísla (nebo některých dalších), které mají největší vliv na zkoumaný jev. Například při zkoumání zvukových a nadzvukových rychlostí letadla je třeba počítat s Machovým číslem, při podzvukových rychlostech má význam dodržení Reynoldsova čísla.